# Касько Марія Степанівна
Марія Степанівна Касько (28 серпня 1927, с. Біляни, Кам'янець-Подільський округ, УРСР, СРСР — 16 листопада 2000, Муровані Курилівці, Мурованокуриловецький район, Вінницька область, Україна) — доярка колгоспу «Зоря комунізму» Мурованокуриловецького району Вінницької області, Герой Соціалістичної Праці (1971).

## Біографія
Народилася 28 серпня 1927 року в селі Біляни (за іншими даними, в селі Попелюхи), нині Мурованокуриловецького району Вінницької області.
В кінці Другої світової війни працювала трактористкою, потім — дояркою.
Указом Президії Верховної Ради СРСР від 8 квітня 1971 року «за видатні успіхи, досягнуті в розвитку сільськогосподарського виробництва і виконання п'ятирічного плану продажу державі продуктів землеробства і тваринництва» удостоєна звання Героя Соціалістичної Праці з врученням ордена Леніна і золотої медалі «Серп і Молот».
Працювала в колгоспі до виходу на заслужений відпочинок. Обиралася депутатом районної та сільської рад депутатів трудящих. Жила в селі Біляни, пізніше — в смт Муровані Курилівці, де померла 16 листопада 2000 року.
Нагороджена орденами Леніна (08.04.1971), Жовтневої Революції (14.02.1975), медалями, в тому числі «За трудову відзнаку» (22.03.1966), золотою медаллю ВДНГ СРСР.